# 筑前山家駅
筑前山家駅（ちくぜんやまええき）は、福岡県筑紫野市大字山家にある、九州旅客鉄道（JR九州）筑豊本線（原田線）の駅である。駅番号はJG04。

## 歴史
- 1929年（昭和4年）12月7日：鉄道省が開設[1][2]。
- 1972年（昭和47年）2月10日：一般運輸営業廃止[3]。駅員無配置駅となる[4]。
- 1974年（昭和49年）10月1日：荷物扱い再開[5]。
- 1978年（昭和53年）6月1日：再び荷物扱い廃止[5]。
- 1984年（昭和59年）2月1日：貨物の取り扱いを廃止[5]。
- 1987年（昭和62年）4月1日：国鉄分割民営化により九州旅客鉄道が継承[6]。

## 駅構造
下り側に向かって右側に単式ホーム1面1線と待合室を有する地上駅。かつては相対式ホーム2面2線構造で、廃ホームが残る。
無人駅である。JR九州のICカード「SUGOCA」の導入予定はない。

過去には寝台特急なども通っていたが、現在は、定期列車のほかに有田陶器市の臨時列車や回送・検測列車が走行する。

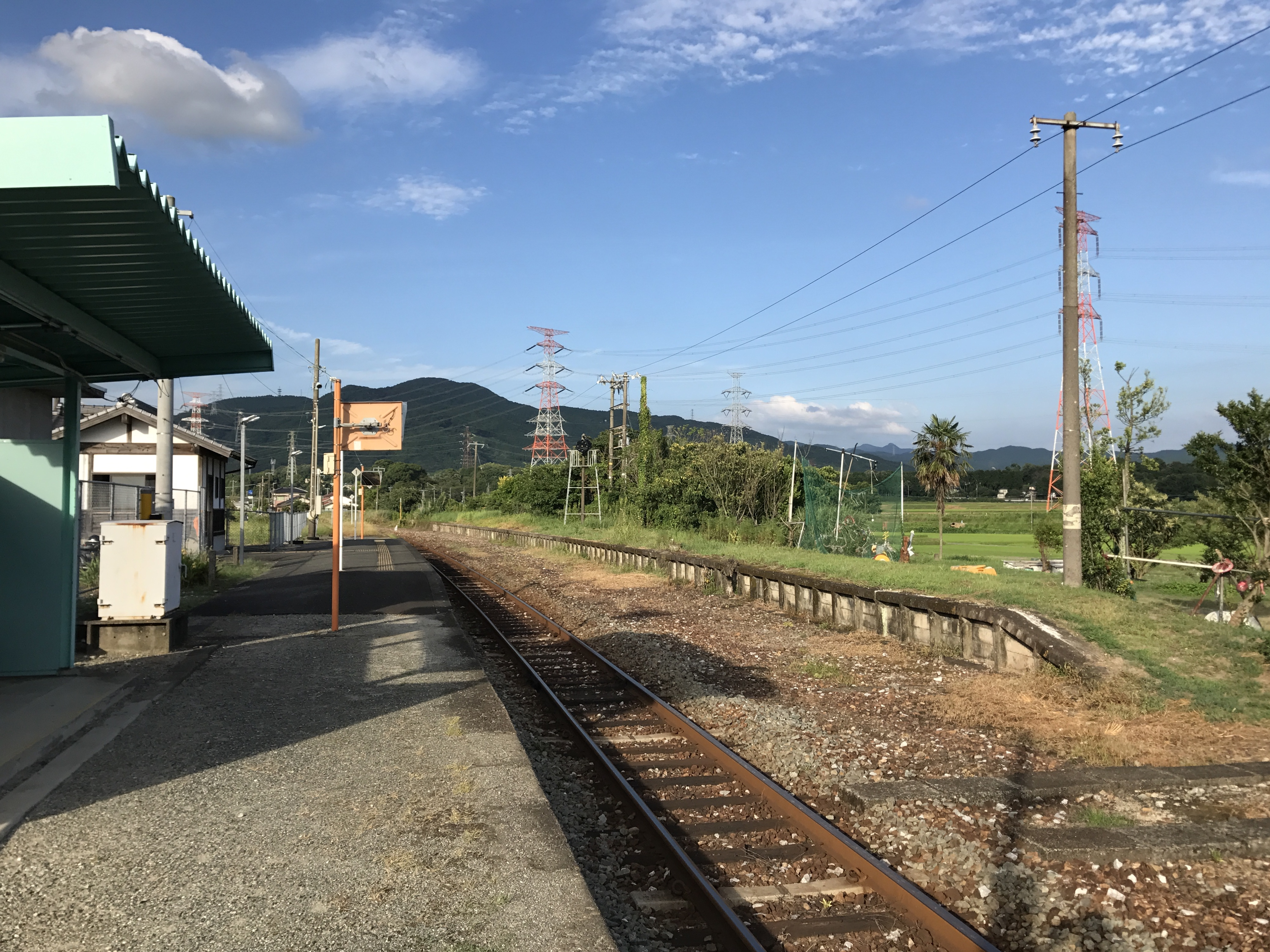
構内。奥が若松方面、手前が原田方面。右側に廃ホームが見える。

## 利用状況
2016（平成28）年度の1日平均乗車人員は25人である。
近年の1日平均乗車人員は以下のとおりである。
| 年度               | 1日平均 乗車人員 |
| ------------------ | ---------------- |
| 1997年（平成09年） | 11               |
| 1998年（平成10年） | 5                |
| 1999年（平成11年） | 11               |
| 2000年（平成12年） | 16               |
| 2001年（平成13年） | 14               |
| 2002年（平成14年） | 11               |
| 2003年（平成15年） | 14               |
| 2004年（平成16年） | 16               |
| 2005年（平成17年） | 16               |
| 2006年（平成18年） | 14               |
| 2007年（平成19年） | 14               |
| 2008年（平成20年） | 14               |
| 2009年（平成21年） | 14               |
| 2010年（平成22年） | 16               |
| 2011年（平成23年） | 19               |
| 2012年（平成24年） | 16               |
| 2013年（平成25年） | 19               |
| 2014年（平成26年） | 22               |
| 2015年（平成27年） | 19               |
| 2016年（平成28年） | 25               |

## 駅周辺
駅前を国道200号が通る。駅は山家集落の西端部に位置し、集落の中心部から1 km ほど離れているため駅前は小規模商店や民家が点在する程度で極めて閑散としている。駅を出て右折し、国道200号を300 m ほど進むと山家（やまえ）郵便局がある。
駅を出て左折し、国道200号線上を600 m ほど歩くと筑前町に入る。さらに600 m ほど歩いたところにある山家道交差点にあるバス停留所からは、JR博多駅（都市高速経由）や、筑紫野市中心部のJR二日市駅・西鉄朝倉街道駅および筑前町中心部・朝倉市・杷木へ向かう西鉄バスが運行されている。
駅前の国道200号線上にあるバス停留所からは筑紫駅および山家方面（上西山・浦の下）へ向かうバスが発着している。筑紫駅方面のバスは途中、山家道バス停留所を経由する。交差点を跨ぐことで乗り換えが可能。
同駅の北東には冷水峠があり、筑紫野市と飯塚市の市境となっている。国道200号（旧道）は峠道を急カーブなどで越えるがトンネルはなく、冷水道路（「冷水トンネル」（道路））や筑豊本線（「冷水トンネル」（鉄道））はトンネルで地下をくぐり、筑豊地方と福岡地方南部（筑紫地域）とを結ぶ。

### 教育
- 筑紫野市立山家小学校

### バス路線
- 西鉄バス二日市原支社 山家駅前停留所
  - 筑紫駅方面
  - 浦の下・上西山方面

## その他
駅前に西鉄福岡市内線の廃止時まで使用されていた路面電車の500形507号と、西鉄バスのいすゞBU15D（西日本車体工業ボディ・元大牟田営業所所属）が静態保存されている。どちらも「北九州線車両保存会」という団体によって定期的に補修作業が行われている。507は以前は糟屋郡須恵町の皿山公園で静態保存されていたが、2014年12月に当地に移設されている。JR九州は敷地を貸しているのみで車両の管理には直接関与していない。かつては西鉄北九州線の車両（600形621号、323形324号の2両）も保存されており、これらは西鉄香椎花園に移設保存されたが、2021年12月の同園の閉園後は北九州線車両保存会の所有する保存車両ヤード福岡に移動の上、共に静態保存されている。

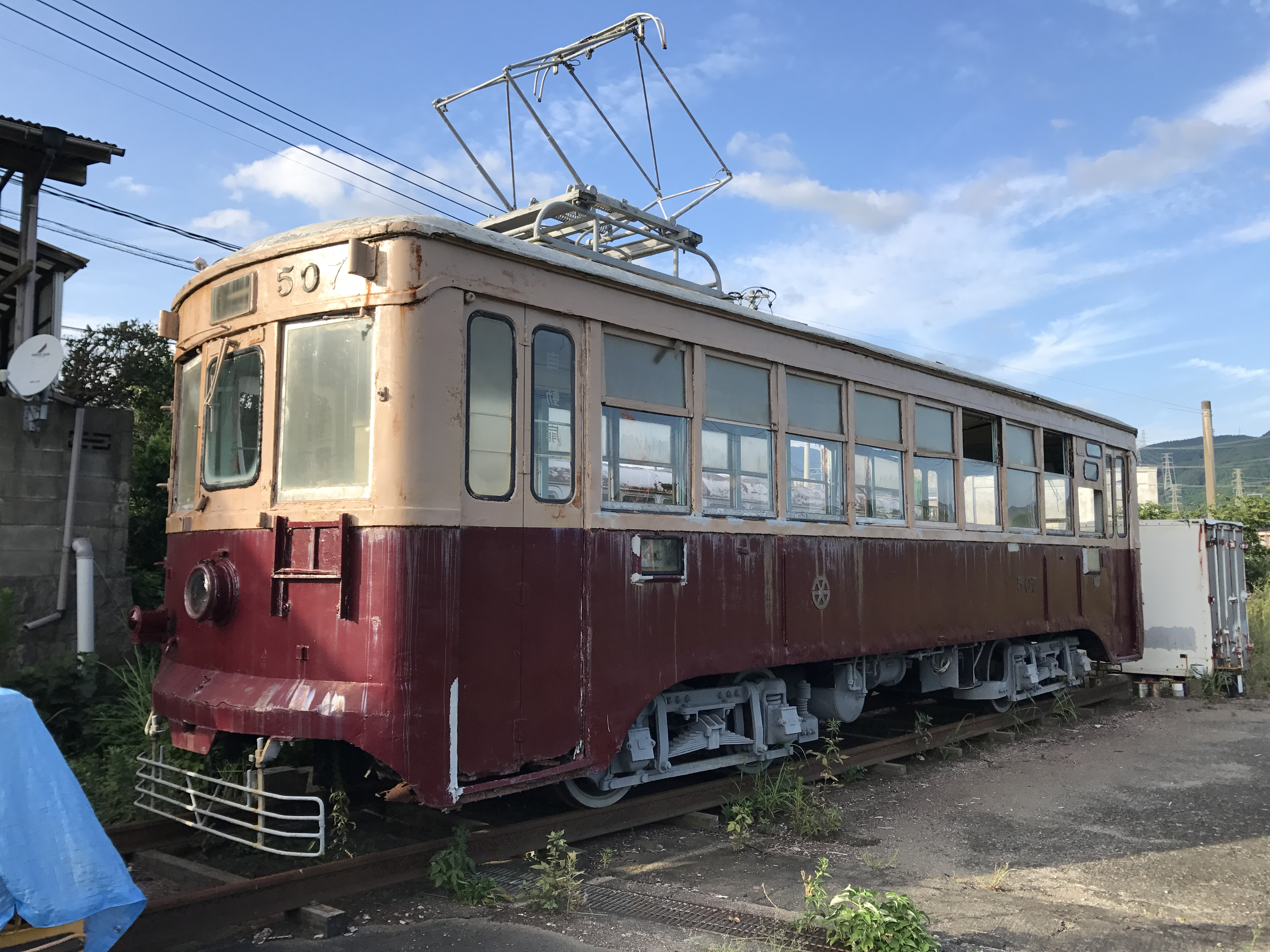
元西鉄福岡市内線500形507号電車（2017年8月、駅前に静態保存）
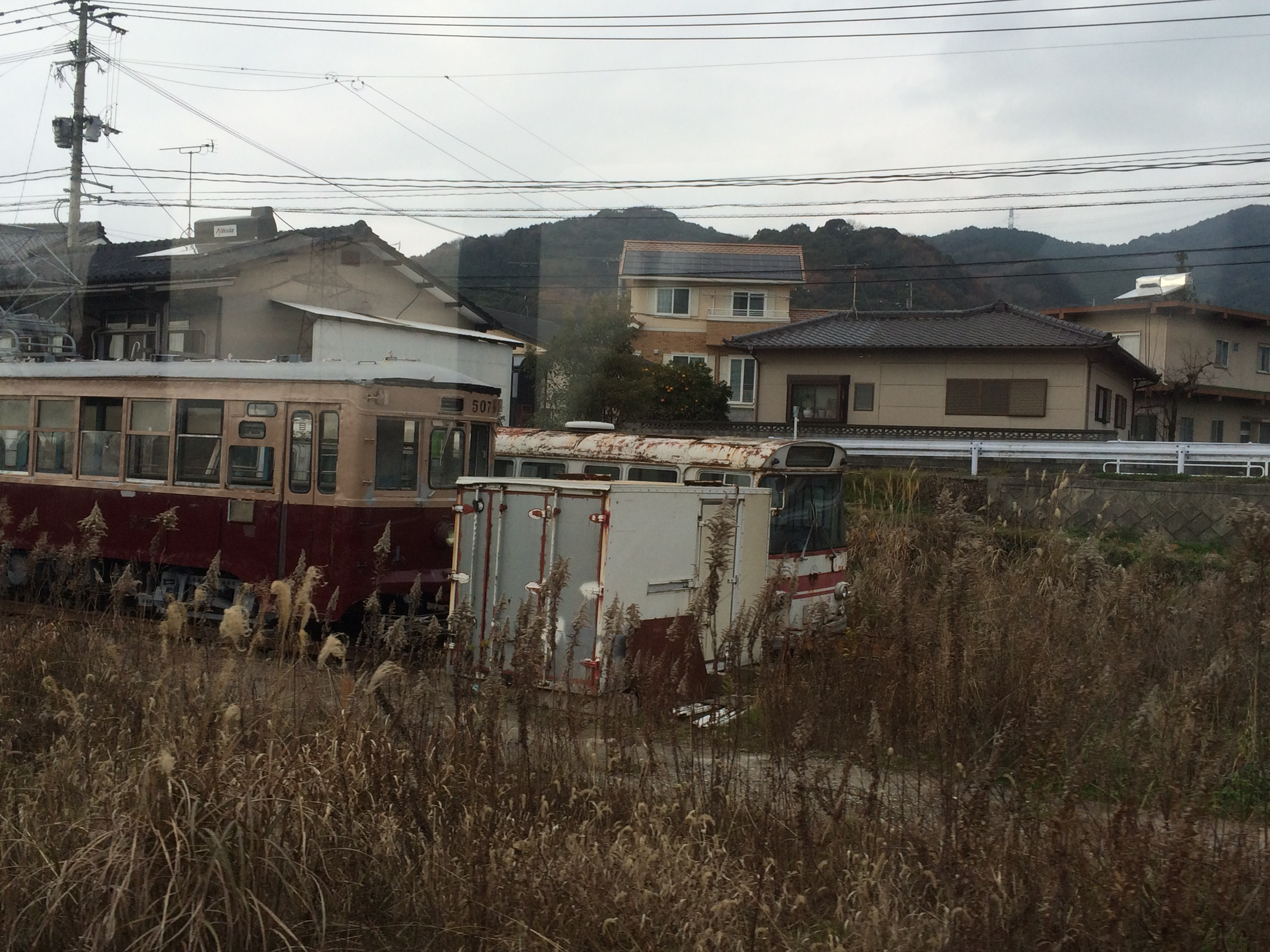
いすゞBU15Dバス（2016年1月、駅前に静態保存）
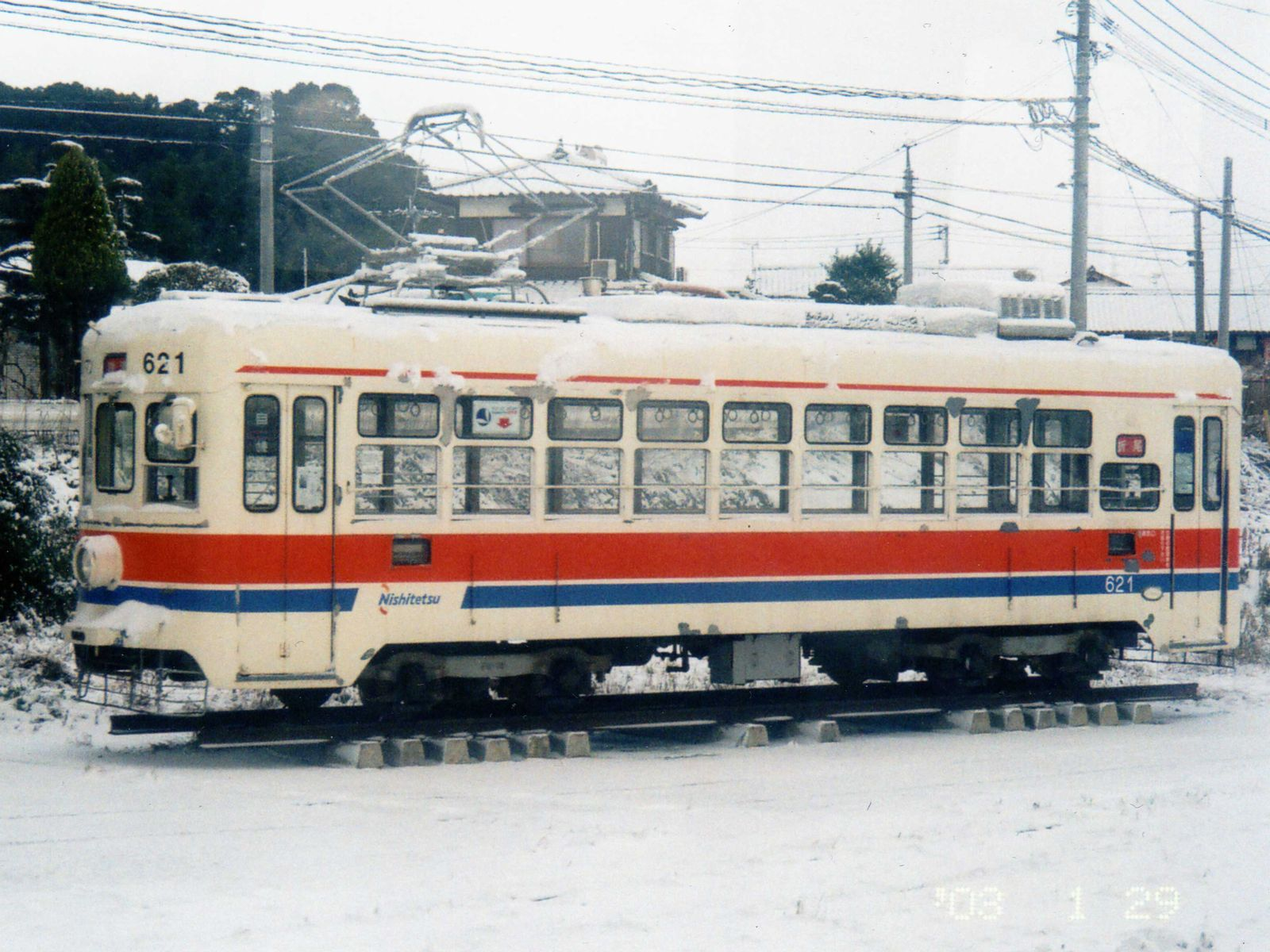
かつて保存されていた元西鉄北九州線600形621号（2003年1月、後に移設）

## 隣の駅
九州旅客鉄道（JR九州）
 原田線（筑豊本線）
筑前内野駅（JG03） - 筑前山家駅（JG04） - 原田駅（JG05）